# Аманжол Тетяна Віталіївна
Тетяна Віталіївна Аманжол (каз. Аманжол Татьяна Витальевна, до шлюбу Бакатюк; нар. 17 жовтня 1985, село Шелек, Єнбекшиказахський район, Алматинська область) — казахська борчиня вільного стилю, чотириразова чемпіонка та бронзова призерка чемпіонатів Азії, бронзова призерка Азійських ігор, учасниця Олімпійських ігор. Майстер спорту Казахстану міжнародного класу з вільної боротьби та самбо.

## Біографія
Боротьбою почала займатися досить пізно — у 19 років. Перший тренер Тимур Гухарбакієв. Щоб швидко набратися досвіду, виступала також у змаганнях із самбо і дзюдо. З самбо виграла чемпіонат Азії, на Кубку світу стала другою, виконала норматив майстра спорту міжнародного класу. Коли вчилася в Академії спорту, то паралельно грала за футбольну команду Академії і виграла Універсіаду Казахстану. Виконала норматив «Майстра спорту» з футболу.
Чемпіонка Казахстану. Виступає за борцівський клуб «Динамо» Алмати. У 2010 році через шлюб і народження дитини змушена була зробити перерву в спортивній кар'єрі. Через ці обставини вольниця пропустила Олімпіаду в Лондоні. Повернулася у 2012 році. На початку 2013-го вдруге виграла престижний Гран-прі «Іван Яригін». В результаті цієї перемоги Аманжол стала єдиною спортсменкою, як в жіночій, так і чоловічій боротьбі, якій за всю історію існування турніру Івана Яригіна вдалося двічі ставати володаркою золотої нагороди.
Закінчила Академію туризму і спорту. Сержант внутрішніх військ Міністерства внутрішніх справ Республіки Казахстан.

## Спортивні результати на міжнародних змаганнях

### Виступи на Олімпіадах
| Змагання                    | Збірна    | Вагова категорія          | Місце |
| --------------------------- | --------- | ------------------------- | ----- |
| Літні Олімпійські ігри 2008 | Казахстан | жіноча боротьба, до 48 кг | 5     |

### Виступи на Чемпіонатах світу
| Змагання                        | Збірна    | Вагова категорія          | Місце |
| ------------------------------- | --------- | ------------------------- | ----- |
| Чемпіонат світу з боротьби 2006 | Казахстан | жіноча боротьба, до 48 кг | 14    |
| Чемпіонат світу з боротьби 2007 | Казахстан | жіноча боротьба, до 51 кг | 5     |
| Чемпіонат світу з боротьби 2008 | Казахстан | жіноча боротьба, до 51 кг | 15    |
| Чемпіонат світу з боротьби 2009 | Казахстан | жіноча боротьба, до 51 кг | 9     |
| Чемпіонат світу з боротьби 2010 | Казахстан | жіноча боротьба, до 51 кг | 5     |
| Чемпіонат світу з боротьби 2012 | Казахстан | жіноча боротьба, до 48 кг | 5     |
| Чемпіонат світу з боротьби 2013 | Казахстан | жіноча боротьба, до 48 кг | 7     |
| Чемпіонат світу з боротьби 2015 | Казахстан | жіноча боротьба, до 48 кг | 8     |
| Чемпіонат світу з боротьби 2019 | Казахстан | жіноча боротьба, до 53 кг | 17    |

### Виступи на Чемпіонатах Азії
| Змагання                       | Збірна    | Вагова категорія          | Місце  |
| ------------------------------ | --------- | ------------------------- | ------ |
| Чемпіонат Азії з боротьби 2007 | Казахстан | жіноча боротьба, до 48 кг | 5      |
| Чемпіонат Азії з боротьби 2008 | Казахстан | жіноча боротьба, до 48 кг | 7      |
| Чемпіонат Азії з боротьби 2009 | Казахстан | жіноча боротьба, до 51 кг | Золото |
| Чемпіонат Азії з боротьби 2013 | Казахстан | жіноча боротьба, до 51 кг | Золото |
| Чемпіонат Азії з боротьби 2014 | Казахстан | жіноча боротьба, до 48 кг | Золото |
| Чемпіонат Азії з боротьби 2015 | Казахстан | жіноча боротьба, до 48 кг | Бронза |
| Чемпіонат Азії з боротьби 2019 | Казахстан | жіноча боротьба, до 53 кг | 9      |
| Чемпіонат Азії з боротьби 2020 | Казахстан | жіноча боротьба, до 53 кг | Золото |

### Виступи на Азійських іграх
| Змагання           | Збірна    | Вагова категорія          | Місце  |
| ------------------ | --------- | ------------------------- | ------ |
| Азійські ігри 2014 | Казахстан | жіноча боротьба, до 48 кг | Бронза |

### Виступи на Кубках світу
| Змагання                    | Збірна    | Вагова категорія          | Місце |
| --------------------------- | --------- | ------------------------- | ----- |
| Кубок світу з боротьби 2013 | Казахстан | жіноча боротьба, до 51 кг | 4     |

### Виступи на інших змаганнях
| Змагання                                                        | Збірна    | Вагова категорія          | Місце  |
| --------------------------------------------------------------- | --------- | ------------------------- | ------ |
| Гран-прі Німеччини з боротьби 2008                              | Казахстан | жіноча боротьба, до 51 кг | Срібло |
| Олімпійський кваліфікаційний турнір з боротьби 2008 (Хапаранда) | Казахстан | жіноча боротьба, до 48 кг | Золото |
| Золотий Гран-прі з боротьби 2009                                | Казахстан | жіноча боротьба, до 51 кг | Золото |
| Золотий Гран-прі з боротьби 2010 (Красноярськ)                  | Казахстан | жіноча боротьба, до 51 кг | Бронза |
| Золотий Гран-прі з боротьби 2010 (Баку)                         | Казахстан | жіноча боротьба, до 51 кг | 5      |
| Відкритий чемпіонат Польщі з боротьби 2012                      | Казахстан | жіноча боротьба, до 48 кг | Бронза |
| Гран-прі «Іван Яригін» 2013                                     | Казахстан | жіноча боротьба, до 51 кг | Золото |
| Золотий Гран-прі з боротьби 2013 (Сассарі)                      | Казахстан | жіноча боротьба, до 51 кг | Золото |
| Літня Універсіада 2013                                          | Казахстан | жіноча боротьба, до 51 кг | 8      |
| Меморіал Вацлава Циолковського 2013                             | Казахстан | жіноча боротьба, до 48 кг | Срібло |
| Золотий Гран-прі з боротьби 2013 (Баку)                         | Казахстан | жіноча боротьба, до 51 кг | Бронза |
| Міжнародний меморіал Дейва Шульца 2014                          | Казахстан | жіноча боротьба, до 48 кг | 4      |
| Турнір Олександра Медведя 2014                                  | Казахстан | жіноча боротьба, до 48 кг | Золото |
| Турнір міста Сассарі з боротьби 2014                            | Казахстан | жіноча боротьба, до 53 кг | Срібло |
| Золотий Гран-прі з боротьби 2014 (Баку)                         | Казахстан | жіноча боротьба, до 48 кг | 5      |
| Гран-прі «Іван Яригін» 2015                                     | Казахстан | жіноча боротьба, до 53 кг | 5      |
| Відкритий кубок Монголії з боротьби 2015                        | Казахстан | жіноча боротьба, до 48 кг | Золото |
| Турнір міста Сассарі 2015                                       | Казахстан | жіноча боротьба, до 53 кг | Срібло |
| Гран-прі Іспанії з боротьби 2015                                | Казахстан | жіноча боротьба, до 48 кг | 5      |
| Золотий Гран-прі з боротьби 2015                                | Казахстан | жіноча боротьба, до 48 кг | 9      |
| Олімпійський кваліфікаційний турнір з боротьби 2016 (Стамбул)   | Казахстан | жіноча боротьба, до 53 кг | 5      |
| Гран-прі Іспанії з боротьби 2016                                | Казахстан | жіноча боротьба, до 53 кг | Золото |
| Турнір Дана Колова — Николи Петрова 2019                        | Казахстан | жіноча боротьба, до 53 кг | 10     |
| Турнір міста Сассарі з боротьби 2019                            | Казахстан | жіноча боротьба, до 53 кг | 7      |
| Турнір Яшара Догу 2019                                          | Казахстан | жіноча боротьба, до 53 кг | 13     |